# 北区 (波士顿)
北区（North End）是美国马萨诸塞州城市波士顿的一片街区。此地正是波士顿最早的居民区，自1630年代波士顿辟为殖民地以来，欧洲人即不断迁入。本区虽仅有0.36平方英里（0.93平方）之小，却有各类组织近百家，名胜遍布，其意大利裔居民与意大利主题餐馆名声在外。北区整体也正申报列入波士顿地标。

## 历史沿革

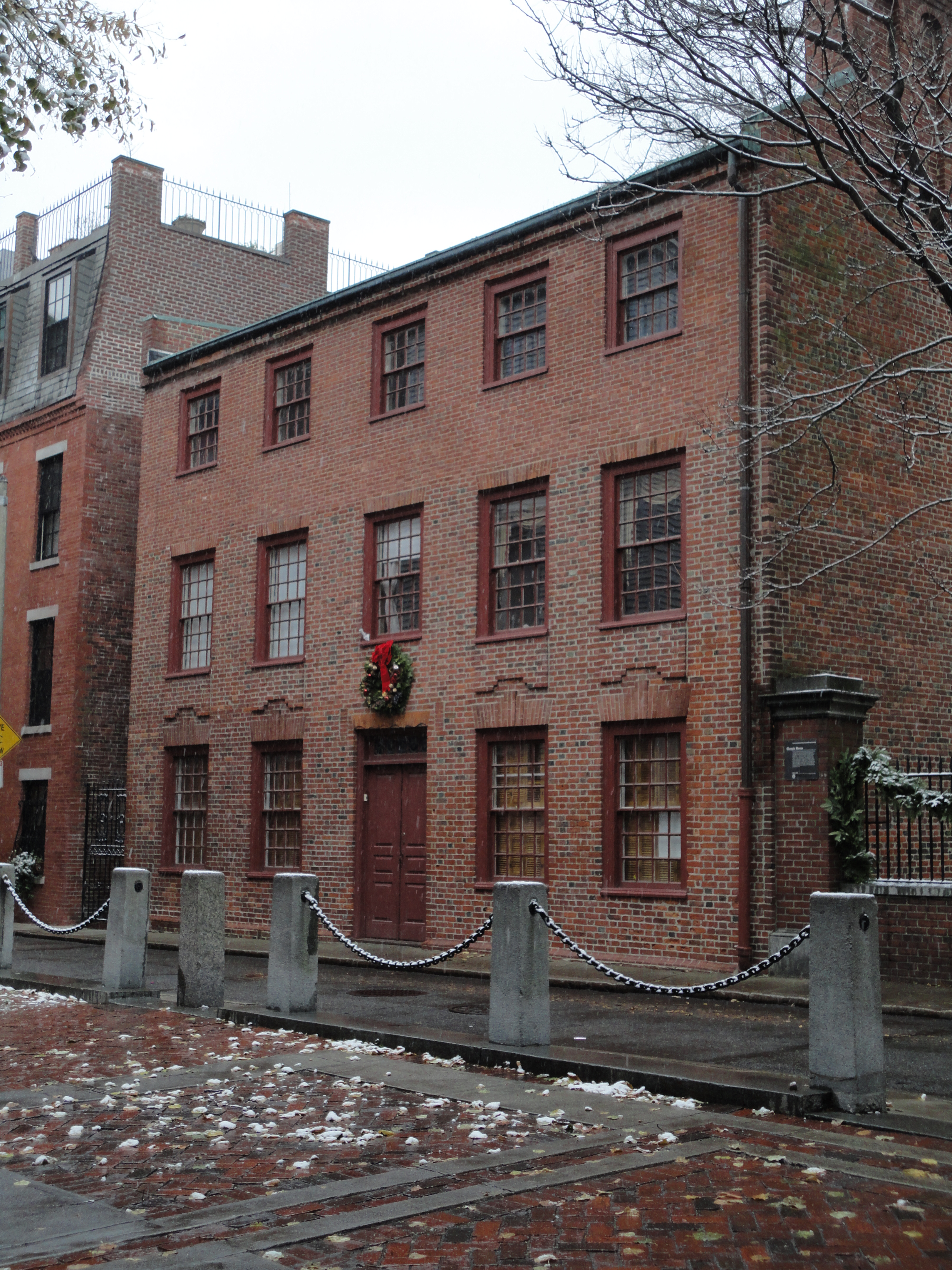
克拉夫故居，建于1712年

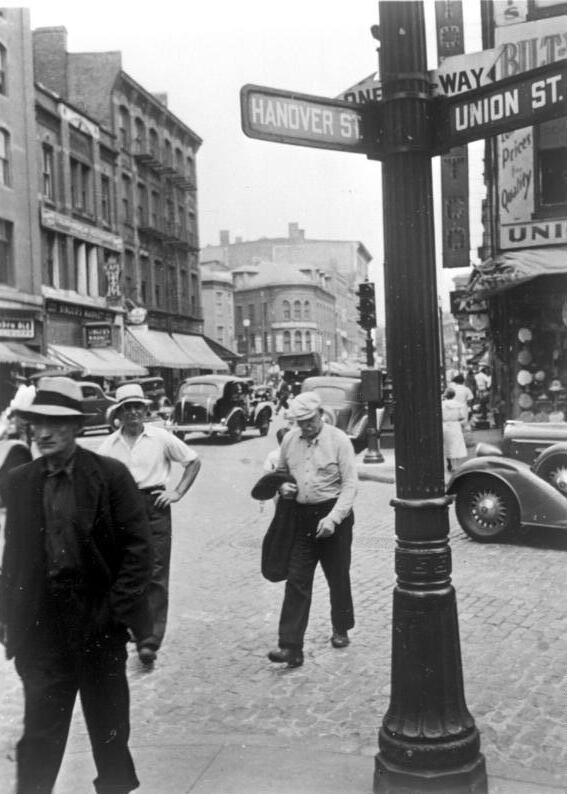
汉诺威街，1930年摄

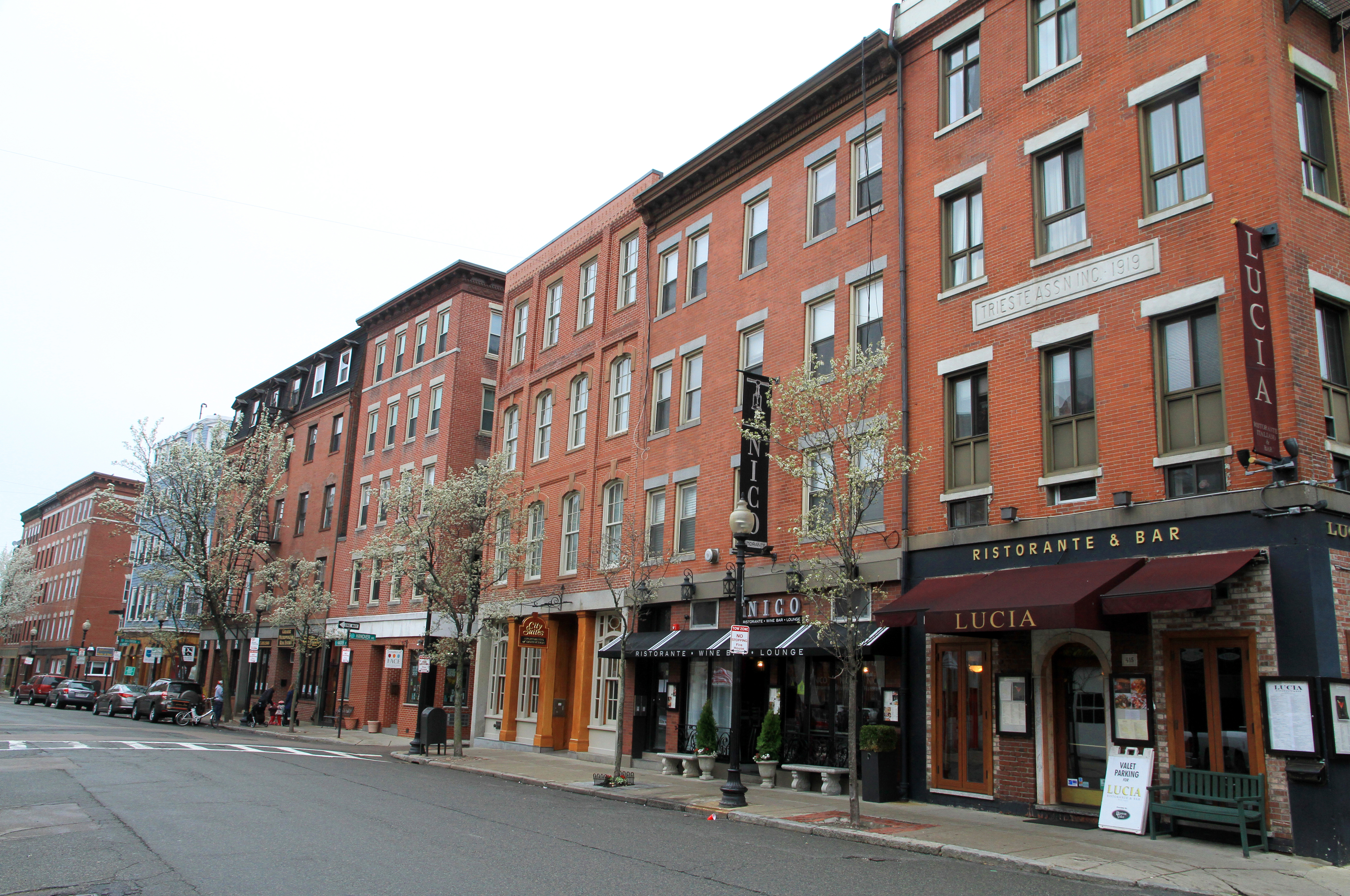
汉诺威街，2010年摄

### 17世纪
北区作为居民区，其确实可考的历史至少能追溯到1646年。三年后，这片地区的人口已经足以支持本地一座基督教会，当时称为北聚会处（the North Meeting House）。这座建筑的建造工作也使得一片地段发展起来，即今天的北广场，而成为那时社区生活的中心。
北聚会处的牧师因克里斯·马瑟富有影响力又充满能量，不少住户受他吸引来到北区。然而1676年，他的房屋、北聚会处以及周围建筑毁于火灾。聚会处很快重建，而马瑟旧居所在后来则建起了今日的保罗·里维尔故居。科普山有一部分划作墓地，当时名为北墓园，也就是现在的科普山墓园。墓园中最早的墓碑，其记录的年代是1661年。

### 18世纪

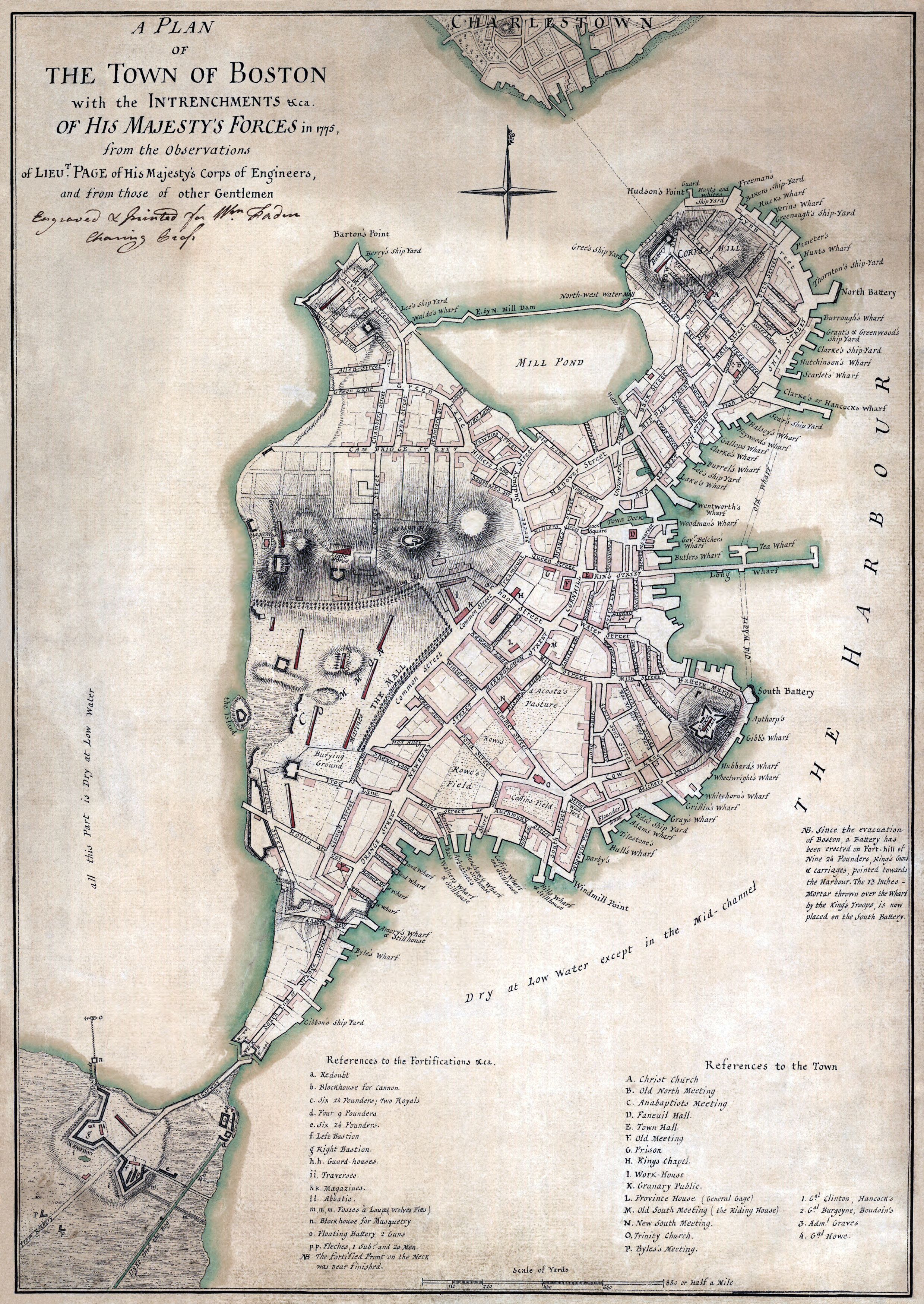
1775年的波士顿。全城坐落在肖穆特半岛上，北区即是半岛东北角较小的岬，和城市其他地区由一片大磨坊池 (Note: mill pond，为水力磨坊储水而开挖的池塘。)隔开。地图将科普山称作科尔普斯山（Corps Hill），而街区主要的通路汉诺威街则称作中街（Middle Street）。

18世纪时，北区成为人们都青睐的住处。富裕家庭住在这里，能与手工匠、熟练工、劳力者、仆役还有奴隶杂处一片。这一时期的房屋中有两栋砖砌的城市房还保存着，一座是皮尔斯-希奇伯恩屋，一座是合一街上的埃比尼泽·克拉夫故居。圣公会波士顿基督教堂，如今称作「老北教堂」的，也是这段时期所建造，现在在波士顿还能看到的教堂建筑中，它是最古老的。
美国独立革命早期，座落在北广场的哈钦森公馆在1765年8月16日受到了反印花法令暴动人士的冲击，副州督托马斯·哈钦森不得不从他家的花园逃走。五年后的1770年，又有一群愤怒的人向北区汉诺威街上一名海关官吏的住宅发起冲击，这名官吏名叫埃比尼泽·理查德森，拔枪向人群射击，正中其中一名十一岁的少年克里斯托弗·赛德尔，他伤重不治，在人们心中成为美国革命里的第一个牺牲者。
波士顿大屠杀期间，北聚会处被英国人拆除充作了柴火。

### 19世纪
19世纪上半叶，北区的商贸大大发展起来，大发展集中在商贸街、富尔顿街和刘易斯街附近。这段时期，北区还冒出了一片红灯区，称作「黑海」。到1840年代晚期时，北区人满为患，居住条件在波士顿算是最差的一档。移民一轮一轮来到波士顿，住进这片街区。起先是爱尔兰人，接着东欧犹太人和意大利人也进入这里。不过整体来说波士顿还是繁荣的，北区那些富裕的居民则搬到更新更入时的街区去了，其中有一处就是灯塔山。
1849年，霍乱疫情席卷了波士顿城，北区受灾最严重，遇难者有七百之多，大部分都是北区住民。十年后，信仰天主教的爱尔兰移民和信仰新教、还没有搬走的社区之间矛盾越来越深，终于在艾略特学校引发抗命事件，当时学校里许多信仰天主教的学童不肯用新教钦定版圣经背诵十诫，在与校方的矛盾下集体退学。到1880年，街区中的新教教会都已经搬走。
1863年7月14日爆发的波士顿征兵暴动也是从北区的王子街开始的。
19世纪下半叶，北区组织起了几个慈善团体，为当地已经陷入贫困的住民提供援助。这些团体中有小小流浪者之家和北区布道团等等。北贝内特街工业学校大致也是在这段时期成立的，是为了给北区居民提供学习技能的机会，将来好找工作，学校现在名为北贝内特街学校。从1880年代开始，北区住户开始将摇摇欲坠的木头房屋拆掉换成四五层高的砖砌公寓楼，这些楼有许多一直留到今日。波士顿市在北区建起北区公园与海滩，还有科普山平台公园和北区操场，为街区的更新活化作出了一些贡献。

### 20世纪

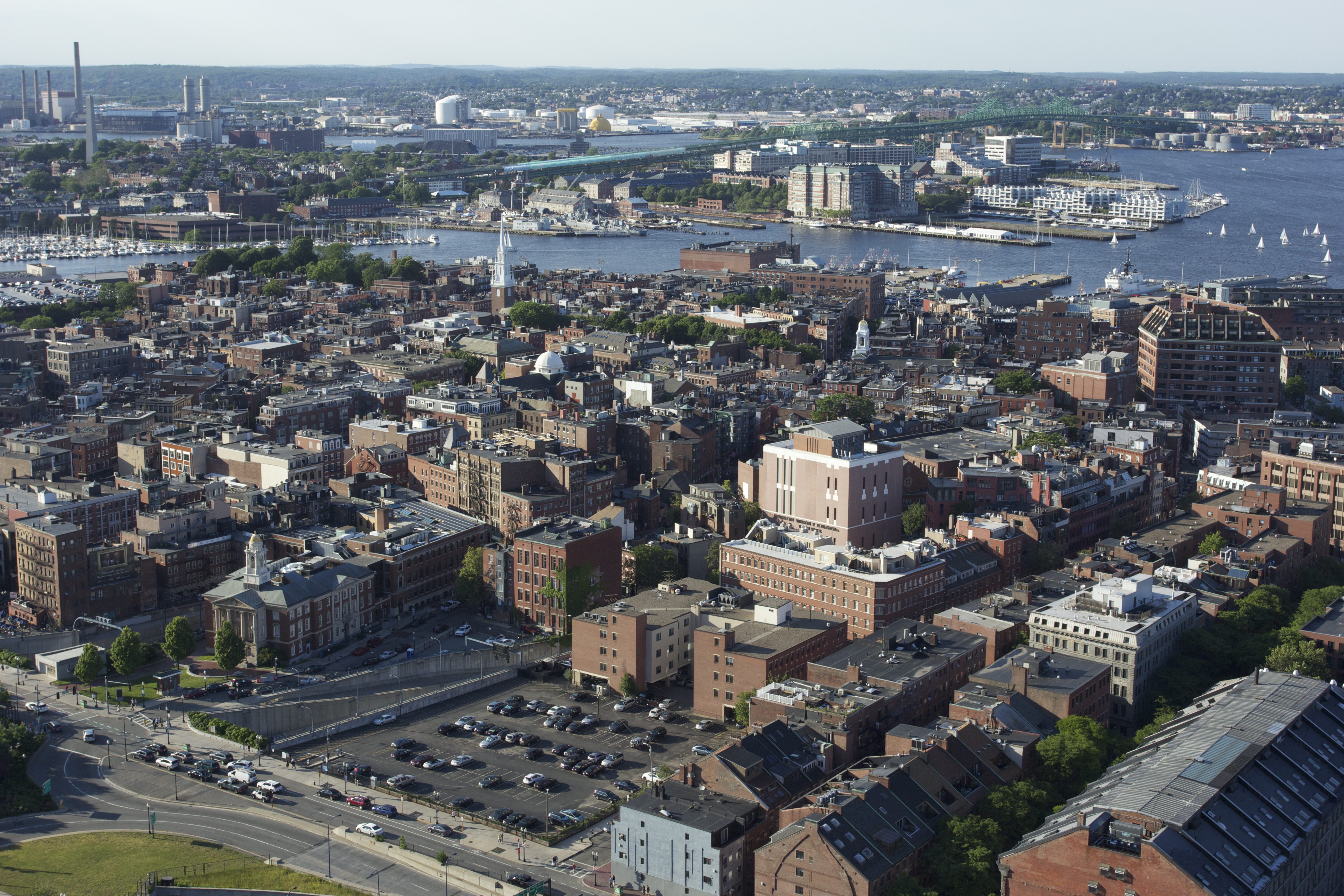
从波士顿海关塔楼看北区景象

20世纪早期时，犹太与意大利移民控制着北区。有三名意大利移民合办王子通心粉公司，生意持续到今日，是这一带社区中营商成功的一例。也是在这段时期，波士顿市给这片街道更新了不少便民设施，其中建起了：克里斯托弗·哥伦布学校（现在作公寓大楼用）、一座公共澡堂，还有波士顿公共图书馆的一家分馆。除了上述的投资，还有保罗·里维尔购物中心（又叫「普拉多」）也是这时开张的，在这些事物下，北区变得更加现代。市民服务屋有一所夜校在1901年成立，在街坊中做一些专门的睦邻工作，还努力推动要划出一个选区，这个选区要差不多能反映甚至只反映这片地区市民的利益。
1918年，大流感重重打击了人口稠密的北区。当时无数儿童因为这场瘟疫失去双亲，市里于是成立了意大利裔儿童之家照顾这些孩子。第二年，纯净蒸馏公司一座装有二百三十万加仑糖蜜的储罐爆开，酿成了糖蜜灾难。倾泻的糖蜜一波有25英尺（7.6）高，沿着商业街直涌到水边，将沿途扫荡一空。这一波糖蜜造成21人死亡、150人受伤，造成的经济损失用今日的美元计算价值有一百万。
1927年，两名意大利裔人萨科与万泽蒂被控谋杀，判处死刑。这次判决争议很大，行刑后许多人到殡仪人小约瑟夫·A·朗格尼在北区汉诺威街的地产上为二人守夜。将二人移灵到弗罗斯特山墓园的葬仪也从北区出发。
1934年，萨姆纳隧道建成，连接起北区与意大利裔占多数的街区东波士顿，当时新建的波士顿机场就在东波士顿，现在称为洛根国际机场。1950年代约翰·F·菲茨杰拉德高速公路（当地称作中央干线）修建起来，希望缓解波士顿交通堵塞的情况。北区几百座房屋被拆除埋在十字街（或译横街）之下，干线又将北区和下城区切隔开来，这片街区于是被孤立了。交通流量还在加大，北区和东波士顿之间又修建一条隧道，这座第二条隧道称为卡拉汉隧道，在1961年通车。虽然建设中央干线付出了几年混乱的代价，1950年代中，北区的疾病率和死亡率都不高，街头犯罪基本没有。按作家简·雅各布斯在作品《美国大城市的死与生》中所说，在1959年北区的「街道生气勃勃，街上孩子们玩耍、人们买东西、人们闲逛、人们聊天，要是那天不是一月份有那么冷，肯定还有人坐着。街上整个的气氛轻松愉快、又友善又健康，太有感染力了，我都开始找人问路，就为了聊天聊进去了的那种趣味。」
1960年代和1970年代中，北区的人口流失。这段时期，街区有许多商铺歇业，圣马利亚天主教学校和圣马利亚天主教堂也都关门，水边商行或者搬走，或者不再使用。1970年代到1980年代，北区住民为能给老人建起实惠的住宅而努力，波士顿重建管理局（今波士顿规划与发展局）则批准了在北区兴建高楼层高密度的住宅工程。这些工程中有一处是马利亚之家公寓，就建在原来圣马利亚天主堂的位置。
1976年，街区接待了杰拉尔德·福特总统和伊丽莎白二世女王，他们二人出席美国建国二百周年庆典，访问北区是出席庆典的一部分。

## 人口概况
根据2010年人口普查的结果，这片街区人口10131人，相比2000年增长5.13%。北区居民主要是白人（90.88%），之后是西班牙裔或拉丁裔（3.69%）、亚裔（2.83%）、美国黑人或非裔（1.13%）、不止一种族裔（1.01%）、其他族裔（0.29%）、美国印第安人与阿拉斯加原住民（0.15%）和夏威夷原住民与其他太平洋岛原住民（0.03%）。

### 犯罪情况
北区在A-1警区之中，这片警区也包括市中心、灯塔山和唐人街。北区住民常对街区中一再出现的噪音和垃圾问题感到不满，这些问题的根源是街区中聒噪的派对活动。从2012年开始，波士顿警方在北区加强了巡逻，应对有关噪音的投诉。还有几处领域引起了持续的关注，一是近年出现了几起针对女性的袭击，一是一系列到公寓楼的入室与破坏行为。
历史上帕特里亚尔卡犯罪家族的成员曾经在北区居住，从北区活动，这些成员有杰纳罗·安朱洛、加斯帕雷·梅西纳，还有迪农齐奥两兄弟（具体是安东尼、卡门二人）等。

### 非裔美国人群体
17世纪到19世纪时，一小群非裔美国人居住在科普山脚下。这群人死后葬在科普山墓园，一些碑石直到今日还能见到，数量不多。当时这个群体由第一浸信会教堂服侍。
19世纪晚期时，北区的非裔美国人社区有「新几内亚」的称呼。然而那时这个社区其实大部分人都已经搬去了灯塔山。

### 爱尔兰裔群体
1945年到1853年间，有一大群爱尔兰移民在北区落脚，这片街区也就被爱尔兰裔主导（全城的整体人口同样受到了影响，波士顿原来是扬基新教徒占多数的城市，不过几年时间就变得有三分之一都是爱尔兰裔居民）。1865年到1880年间，北区几乎只有爱尔兰人（或者爱尔兰裔美国人）和天主教徒。

### 犹太裔群体
19世纪晚期，一个犹太裔社区开始在北区稳稳地扎根。这一群体中的多数人都沿撒冷街居住。犹太裔群体建立了崇拜场所、开设了一所希伯来学校，还举办了一些社会项目。1903年，北区第一座也是唯一的一座犹太会堂新告竣工。为纪念新会堂落成，卡罗尔坪改名「耶路撒冷坪」。但到1922年，犹太裔居民中大多数人都看上其他住处比如罗克斯伯里之类，搬出了北区。

### 意大利裔群体

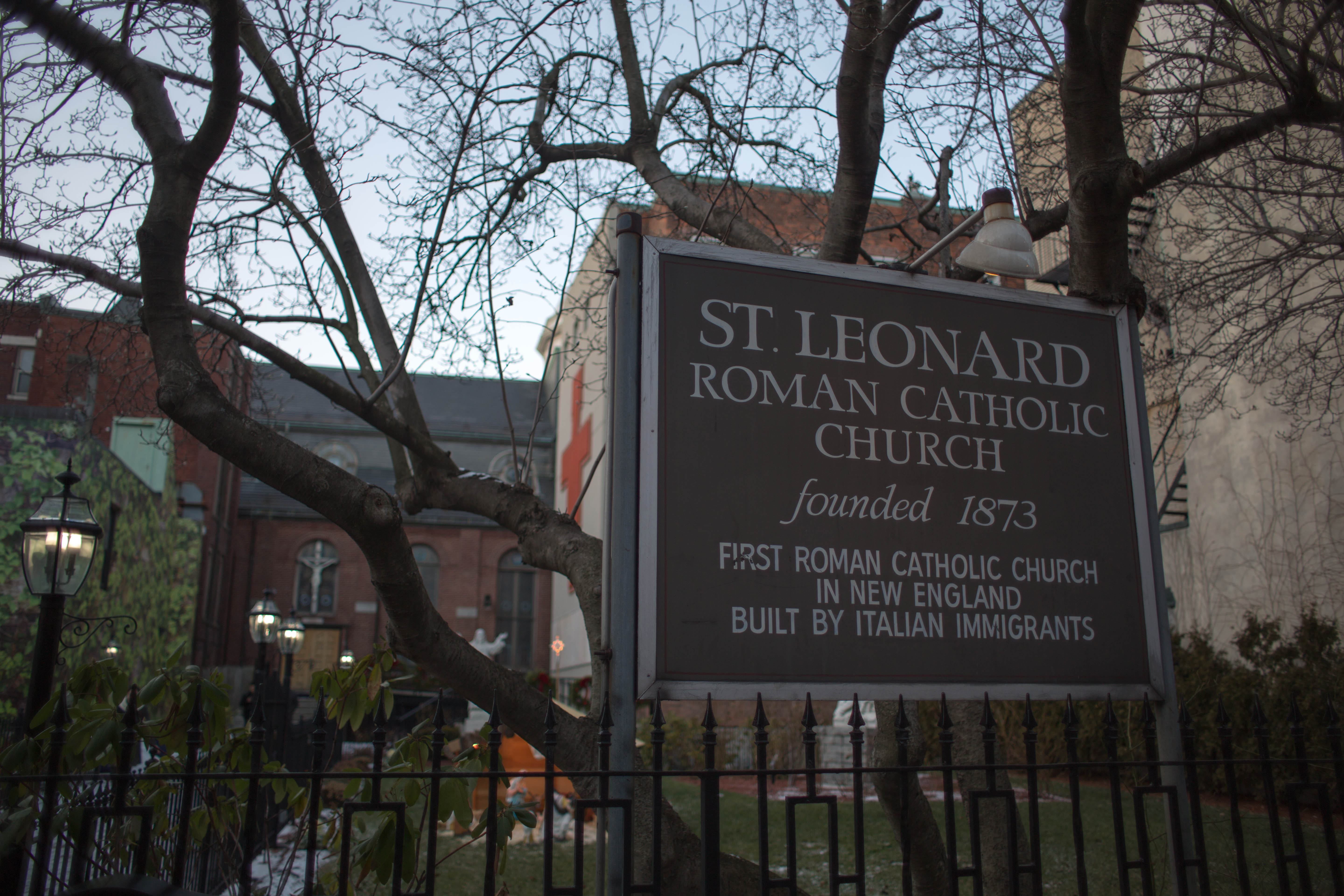
波士顿圣伦纳德天主教堂

1890年时，北区号称「小意大利」。意大利裔移民的数量稳步上升，到1930年达到了最高峰44000人，当时整片街区的人口中，99.9%都是意大利裔。尽管时至今日这里仍然有许多生意、许多联谊会和许多宗教组织承继意大利的遗泽，北区仍然变得越发多元。年岁变迁，北区的人口和意大利裔居民占北区人口的比例都在下降：2014年北区人口有7360人，其中824人（11%）出生在意大利，另外2772人（38%）有意大利的血脉。
1923年，北区建起米凯尔·安杰罗学校，名字是纪念意大利裔移民，后来改名「米开朗基罗」学校。学校所建在的街道改名米开朗基罗街，现在成为北区仅剩的一条用意大利来源命名的街道。米开朗基罗学校在1989年停办，房屋则改成住宅。
意大利式的面包房、餐馆、小商铺和杂货店在20世纪上半叶纷纷开办起来。第一代移民找到卖些水果、蔬菜、酒类、奶酪
和橄榄油之类的工作营生。后来的移民在施工行业中发现了更多机会，到1920年时服务这片街区的外科医生、牙医、殡仪馆和理发师都是意大利裔了。北区住民办了不少生意，其中一些比如王子意大利面、帕斯泰内公司和皇后披萨之类一直开到现在。
当年意大利裔美国人群体遭受了反意大利的看法、偏见和无视。然而第二次世界大战后，意大利裔美国人却开始争取政治权力，后来这也帮助他们了结了所遭受的问题。现在北区「旧世界」的意式情调为地方拉来了游客，以前街坊中许多小商铺换成了餐馆。意大利人的瞻礼日，比如圣安东尼瞻礼和渔夫节今日仍然在北区的街道上受人们庆祝，也带来大量人潮。

## 文化艺术

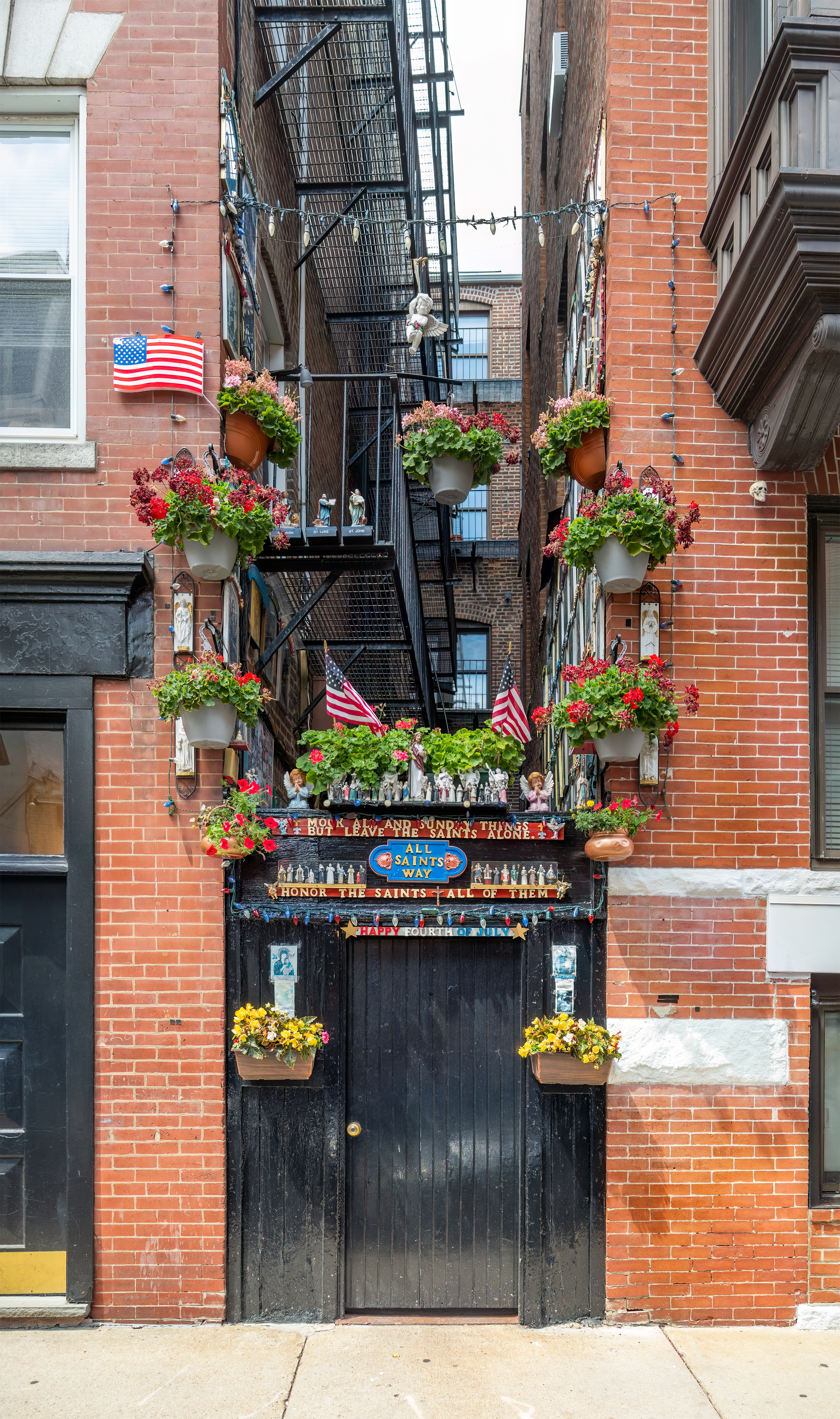
诸圣径

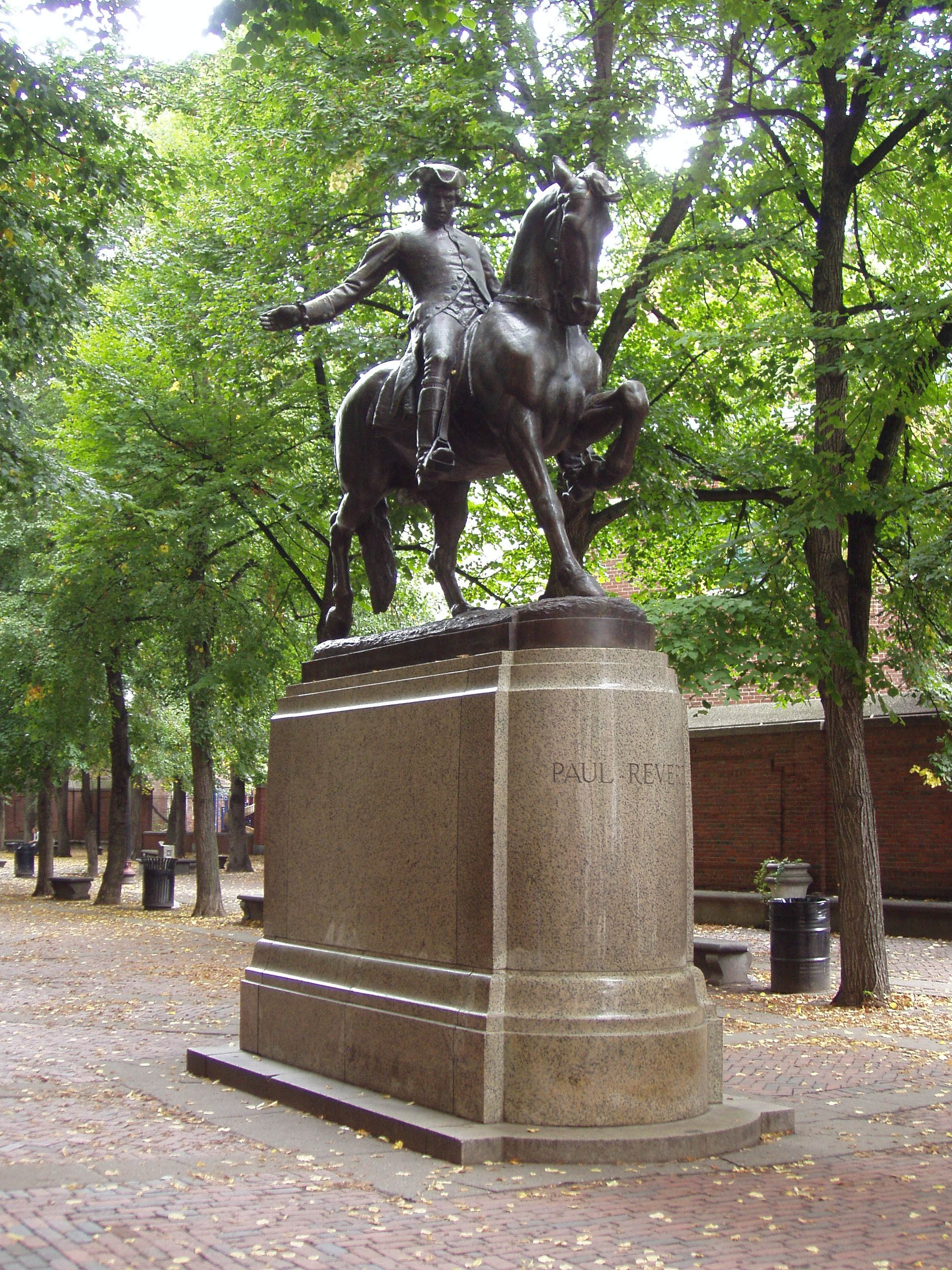
保罗·里维尔像，由塞勒斯·埃德温·达林（Cyrus Edwin Dallin）创作

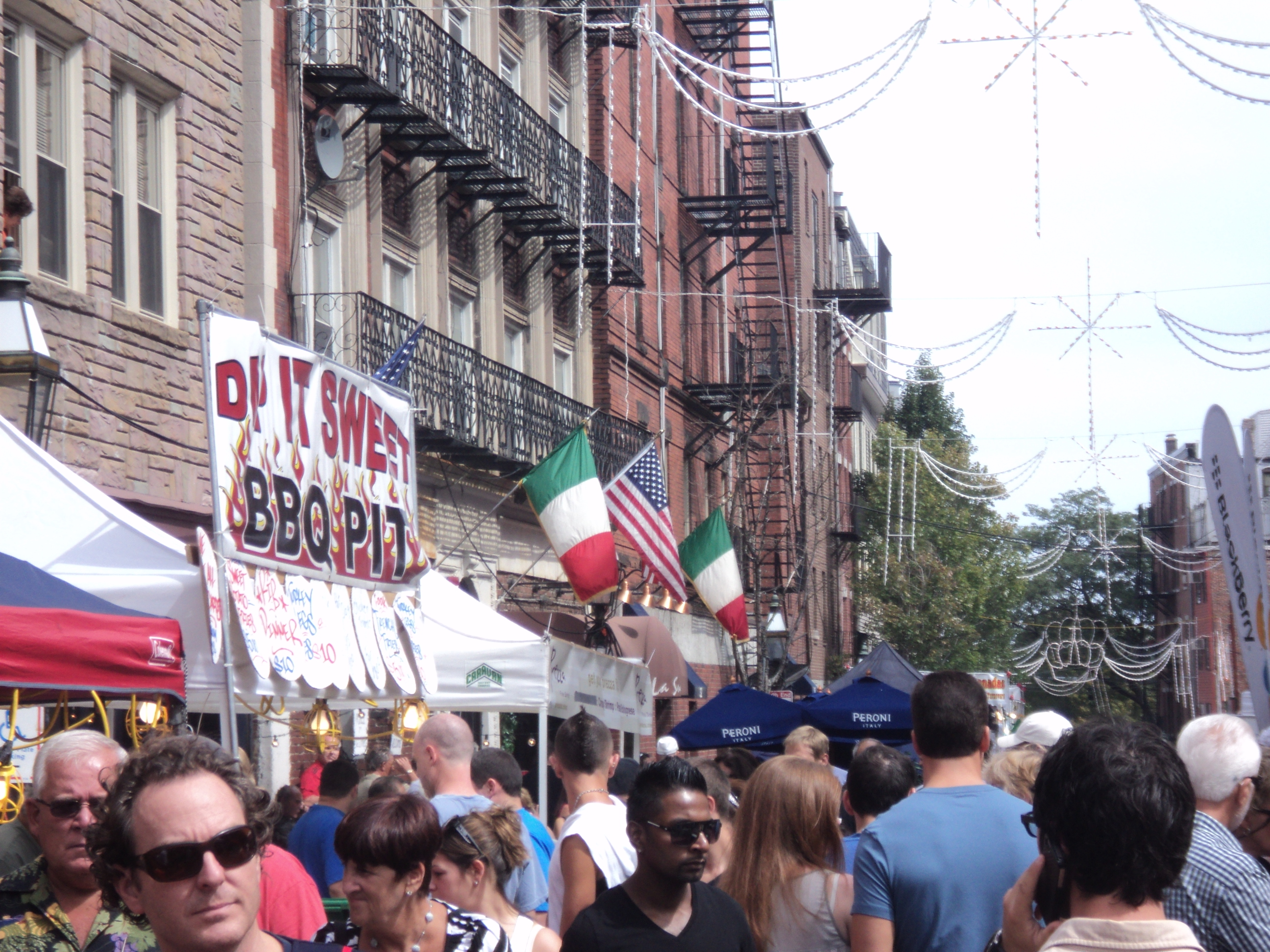
美国和意大利两国国旗，在某场夏日节庆中一并展示

### 艺术
北区音乐与表演艺术中心和即兴避难所剧场都坐落在汉诺威街上。有一处私人打造的艺术项目「诸圣径」在巴特里街上，有时向公众开放。这条小径中满是罗马天主教诸圣人带框的画像，挂在砖墙上，其中一些画像从大街上可以看到。

### 公共图书馆
波士顿公共图书馆运营有北区分馆，位置在帕门特街25号。这座分馆建立于1913年，迁移到现在所在的地方则是1963年，当时新馆由卡尔·科赫设计。除了常规藏书，分馆还藏有意大利语书目和与本地历史有关的书目。

### 饮食
19世纪末尾时北区随处都是小餐馆，饭菜价格经济。1909年时，这片地区有12家意大利餐厅营业，到1930年代时其中有几家换了店主。现在北区的街道上次第开着咖啡馆、小杂货店和意式餐馆。无论本地人还是游客都爱去这些餐馆。
西西里移民还办起食品公司，专做家乡饮食，有些成功扩张，之后从街区走了出去。帕斯泰内公司在1848年初创时是北区一家人推着车卖；王子意大利面则创始于1912年，当时是在北区生产，在王子街92号出售。（「王子」牌现在是新世界意大利面公司所有品牌）

### 公共艺术
波士顿艺术委员会有权维护保管市属地产上所有的公共艺术品。在波士顿，公众场所展示的艺术作品中有六处是在北区：
- 北区图书馆马赛克（2009年），在帕门特街25号；
- 保罗·里维尔像（1940年），在保罗·里维尔购物中心，位于汉诺威街和撒冷街之间；
- 商船队纪念碑，在小安德鲁·P·波波洛运动场，位于商业街上。
- 本杰明·富兰克林纪念牌（1946年），在合一街与汉诺威街路口的拐角；
- 克里斯托弗·哥伦布像（1979年），在克里斯托弗·哥伦布滨水公园，接近大西洋大道的位置；
- 马萨诸塞贝鲁特纪念碑（1992年），在克里斯托弗·哥伦布滨水公园。[33]

### 夏日节庆

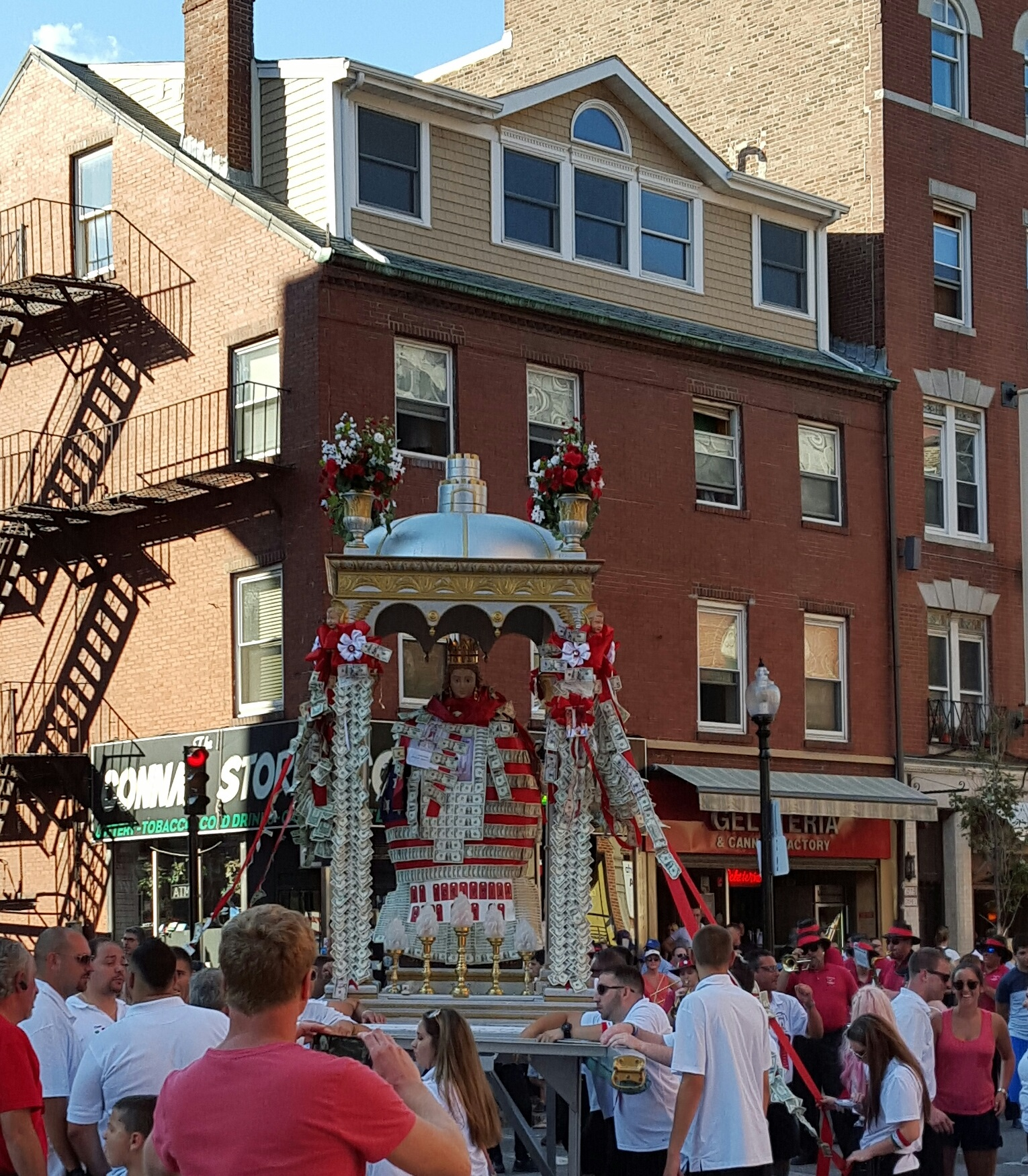
米内奥的圣阿格丽品娜，其等身塑像，安在装饰富丽的华盖下，由北区游行乐队相伴

每年夏天，仍住在北区的意大利裔居民都会举行瞻礼，礼敬各自家族从意大利各地移民来以前居住地方的主保圣人。这些圣人的塑像在街区里沿街巡行，沿路善男信女将钞票贴到塑像上当作奉献款，也表示支持。瞻礼中还有游行乐队、饮食和其他商贩，也有音乐现场演奏。

### 建筑
北区有美国历史上各个时期所留下的建筑，是建筑的杂烩。其中有早期建筑，比如老北教堂（1723年）、保罗·里维尔故居（1680年）、皮尔斯-希奇伯恩屋（1711年）和克拉夫故居（1712年）等。不过今天这片地方能看到的建筑中，大部分都是19世纪末到20世纪初建造的，当时为安置汹涌的移民潮，分租房就取代了过去的公馆和其他建筑。大萧条期间，北区被当成贫民区，这样的恶名导致北区住民受到按揭歧视；当时建房或者修房的按揭，北区住民都拿不到手。然而北区住民中许多都是木匠、电工、管道工或者泥瓦匠，他们退而将自己的才能互相合作，成功地重修了北区的房屋，花费并不高。
从1970年代中期开始，北区水边原本废弃的产业区重建起来，改成了豪华的住宅和商业区。1970年代之后直到今天，开发商都在将分租房改成更大的公寓套房和公寓大楼。北区是历史地区，这片地区的新开发受到城市分区监管条例的制约。

### 史迹
北区在美国国家史迹名录上登录有十二处史迹点：

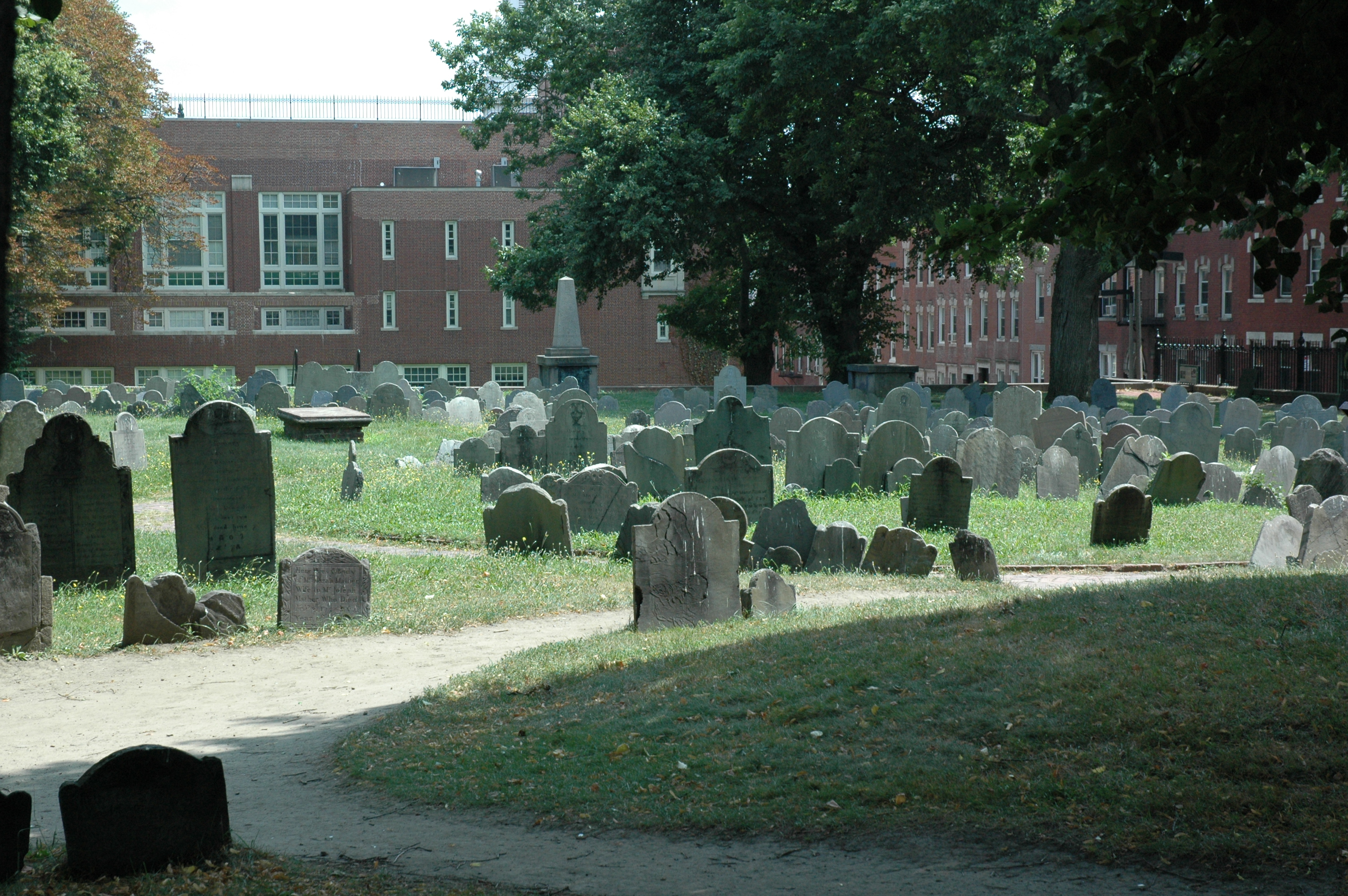
科普山墓园（英语：Copp's Hill Burying Ground）
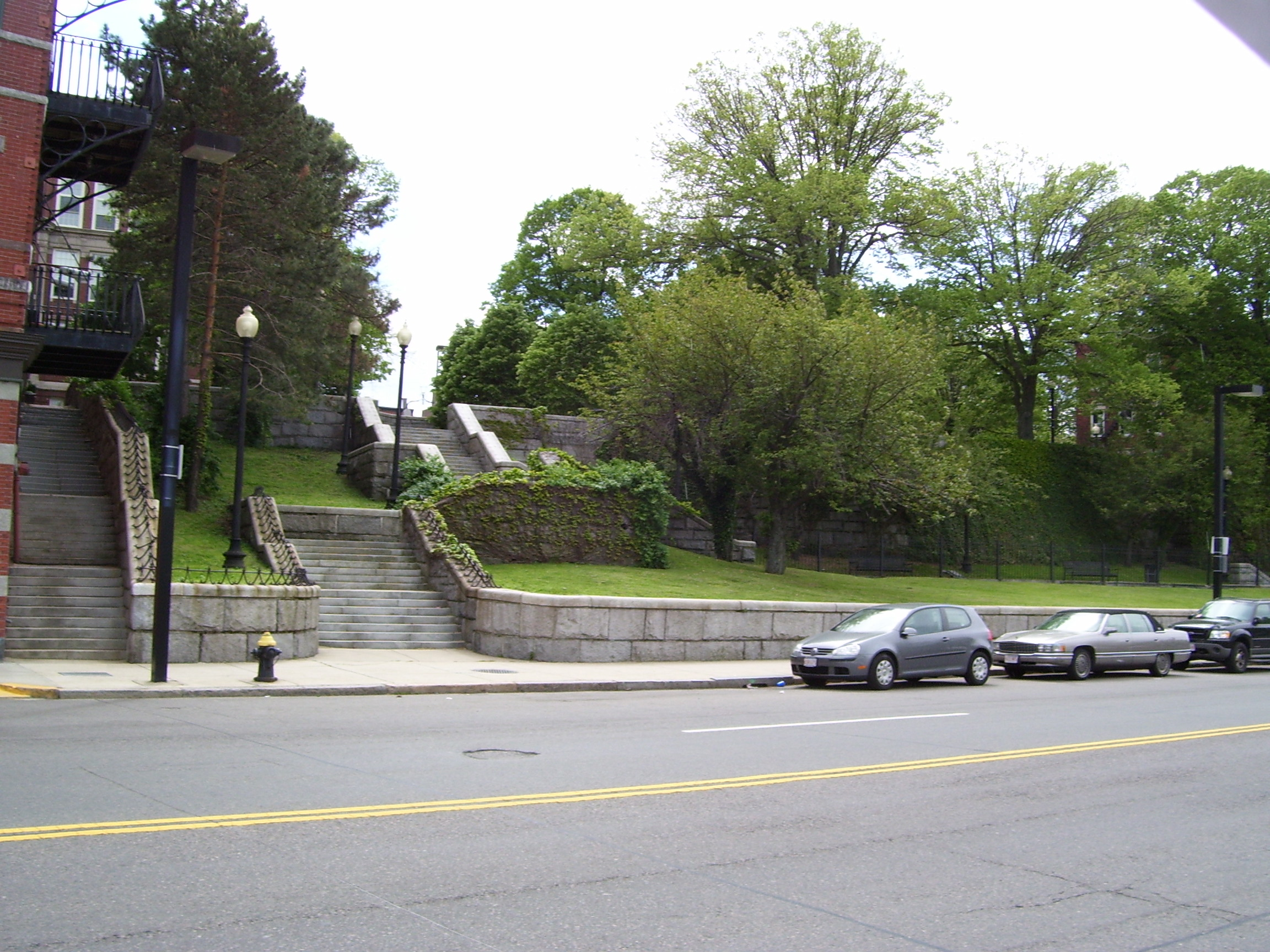
科普山平台公园（英语：Copp's Hill Terrace）
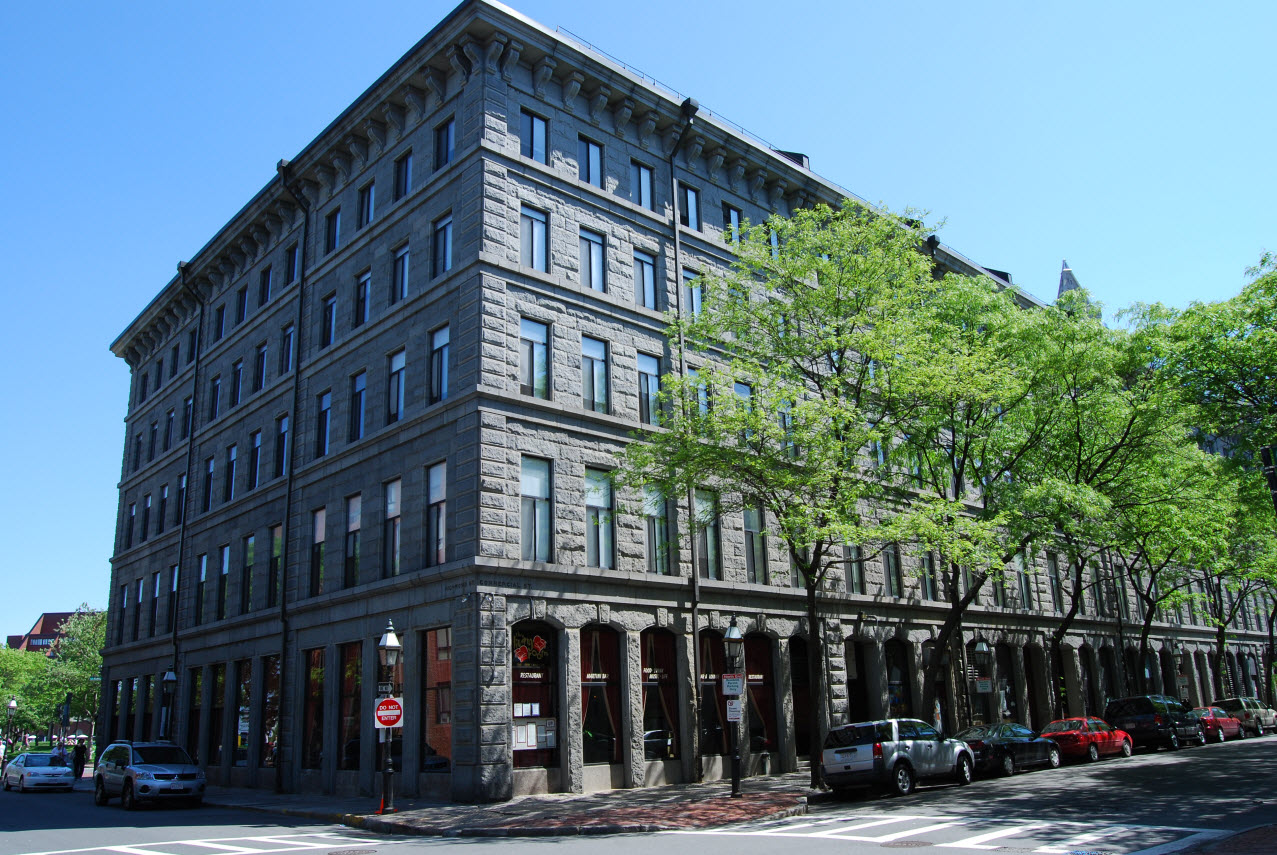
富尔顿-商业街街区（英语：Fulton-Commercial Streets District）
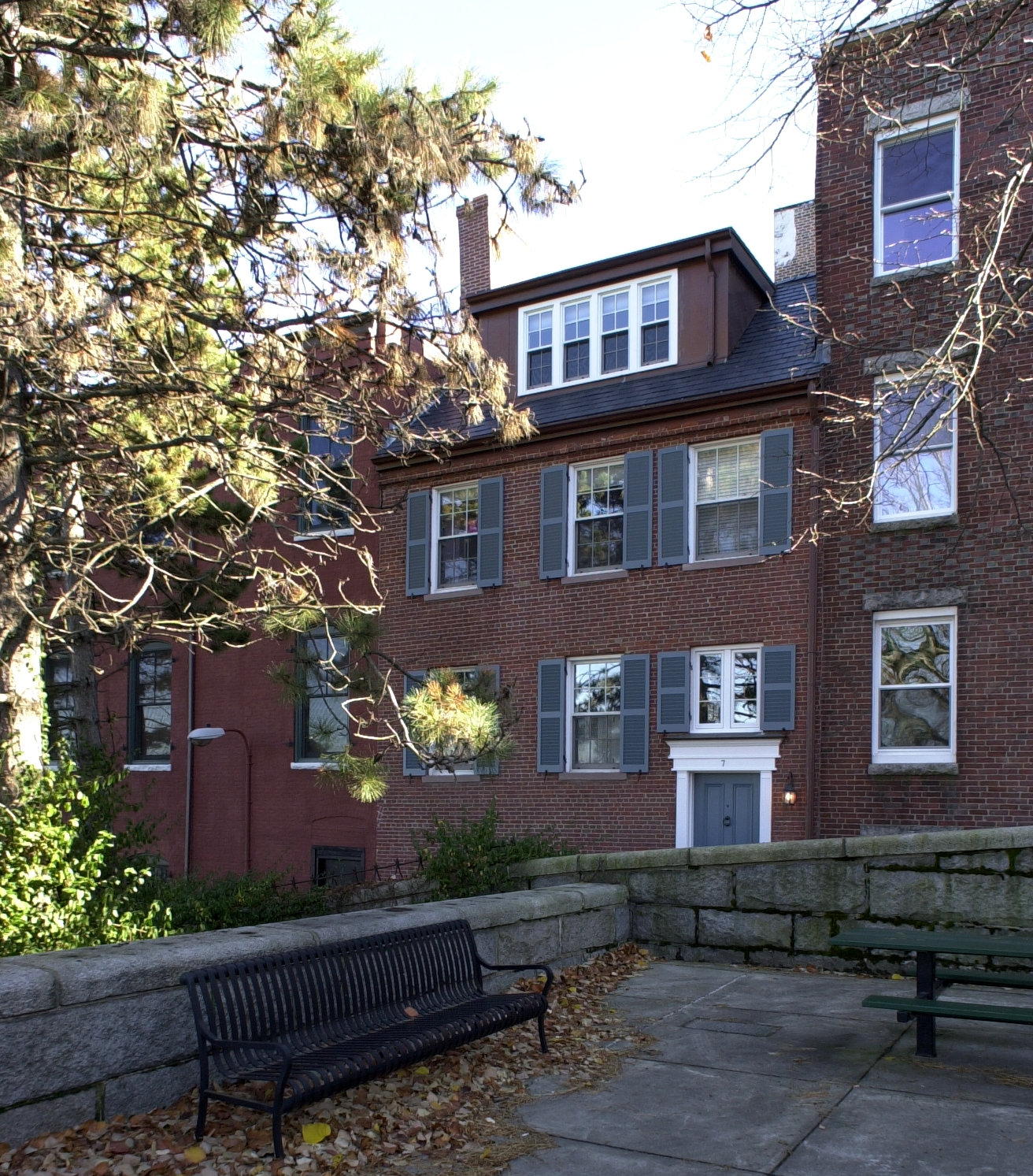
欧宰阿斯·古德温故居（英语：Ozias Goodwin House）
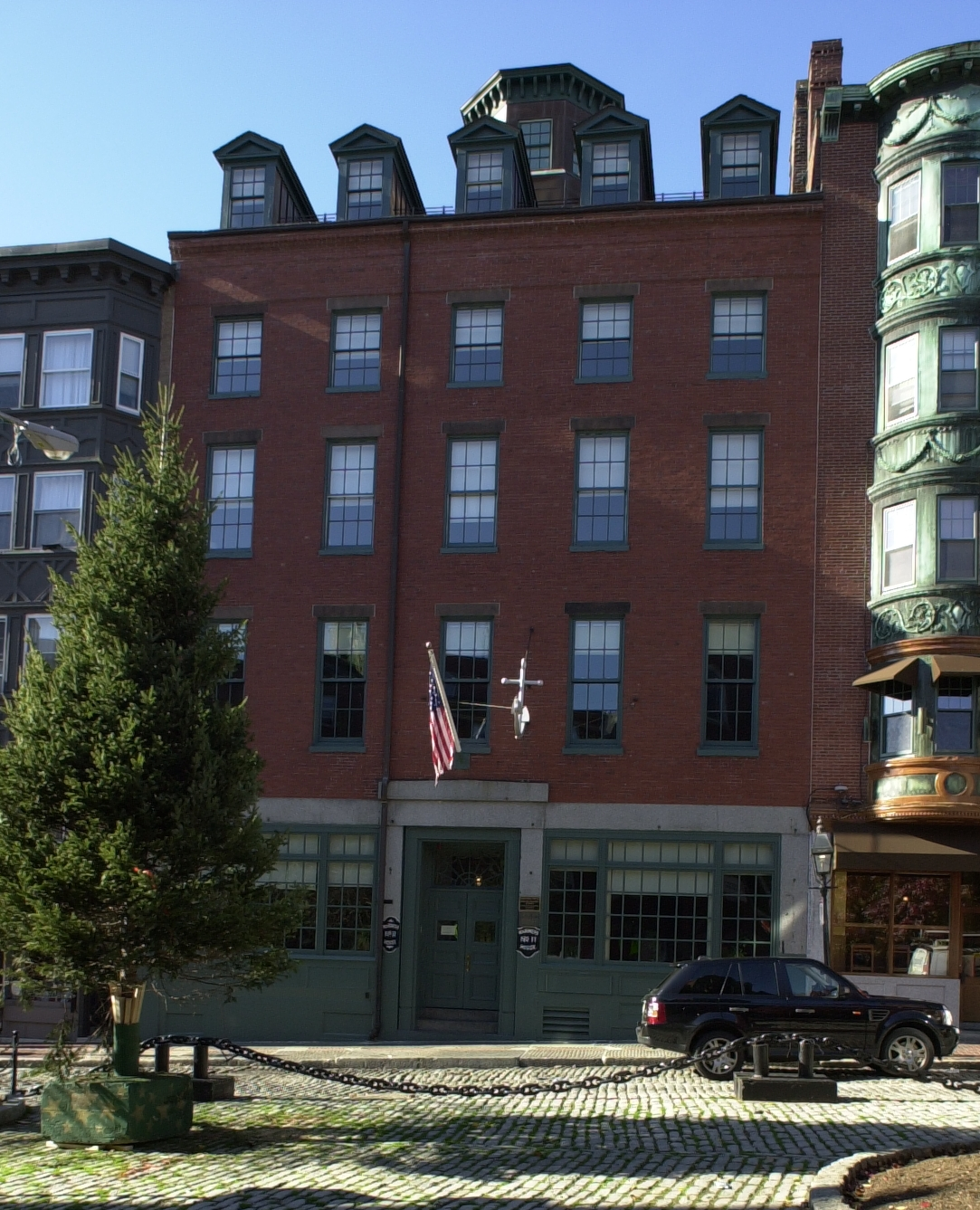
水手屋（英语：Mariners House）
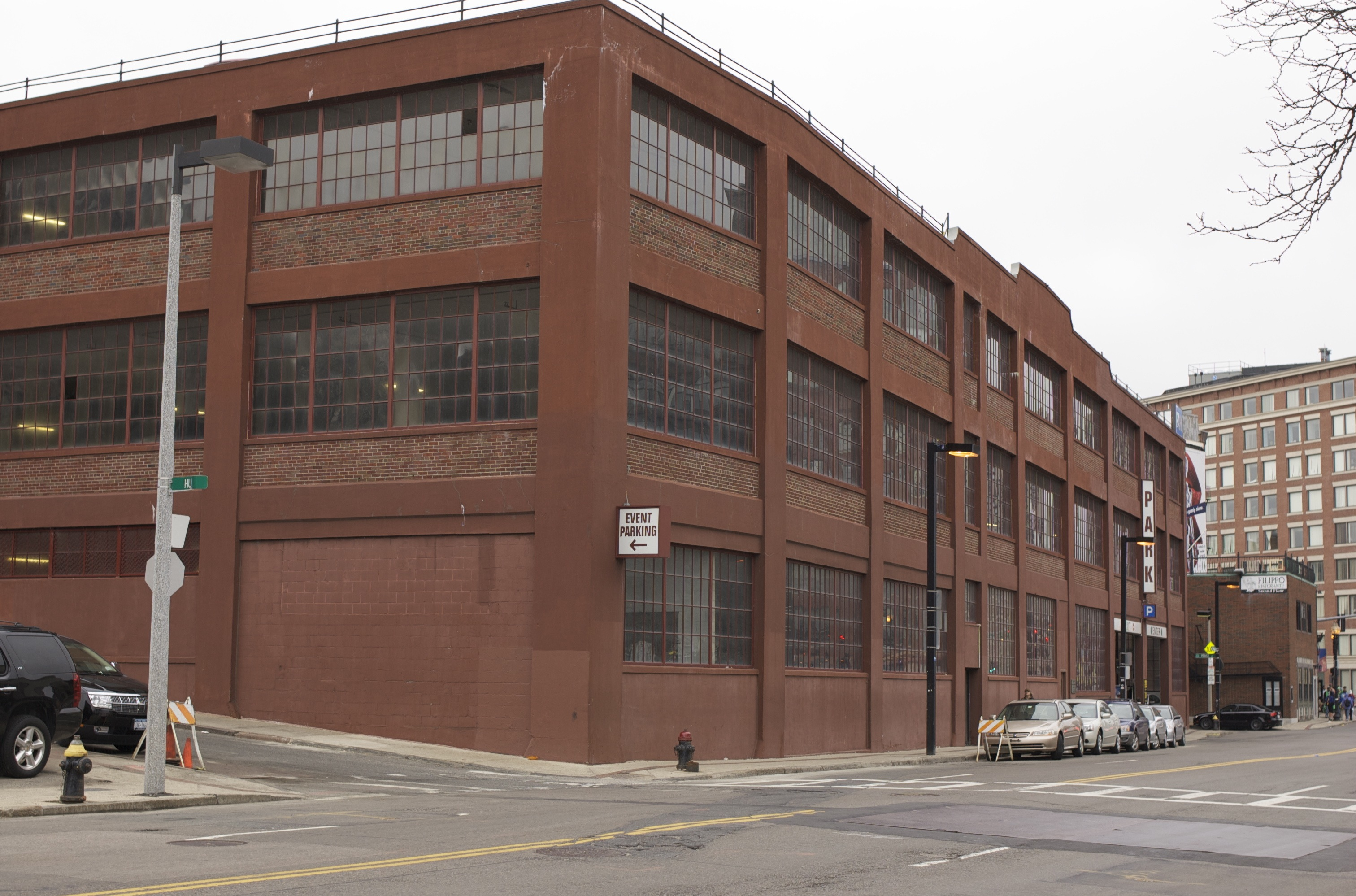
北端车库（英语：North Terminal Garage）
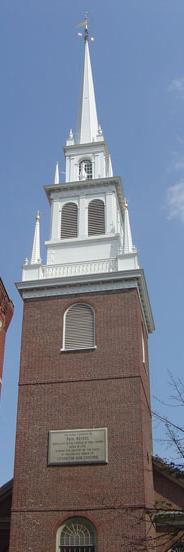
老北教堂
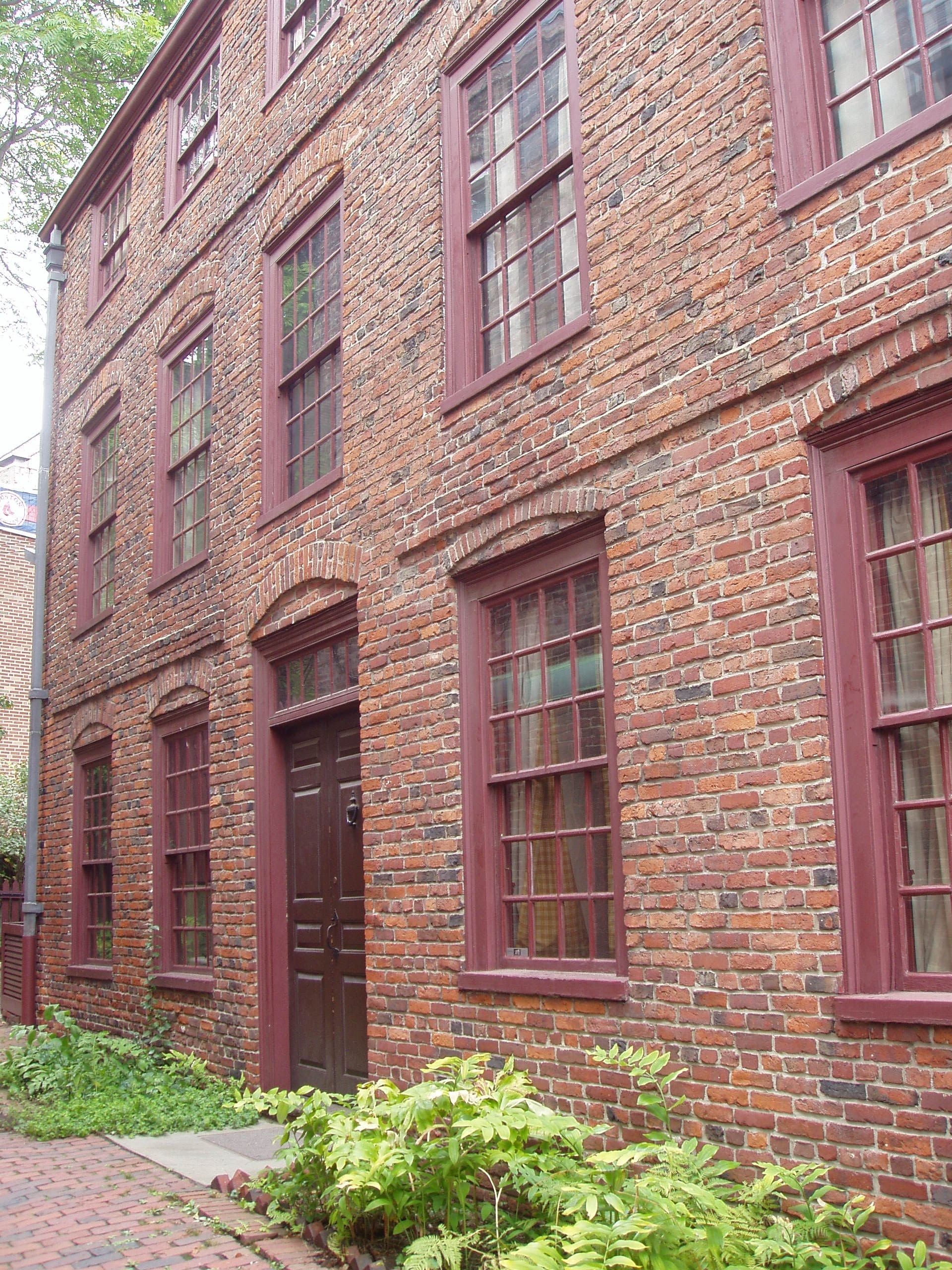
皮尔斯-希奇伯恩屋（英语：Pierce-Hichborn House）
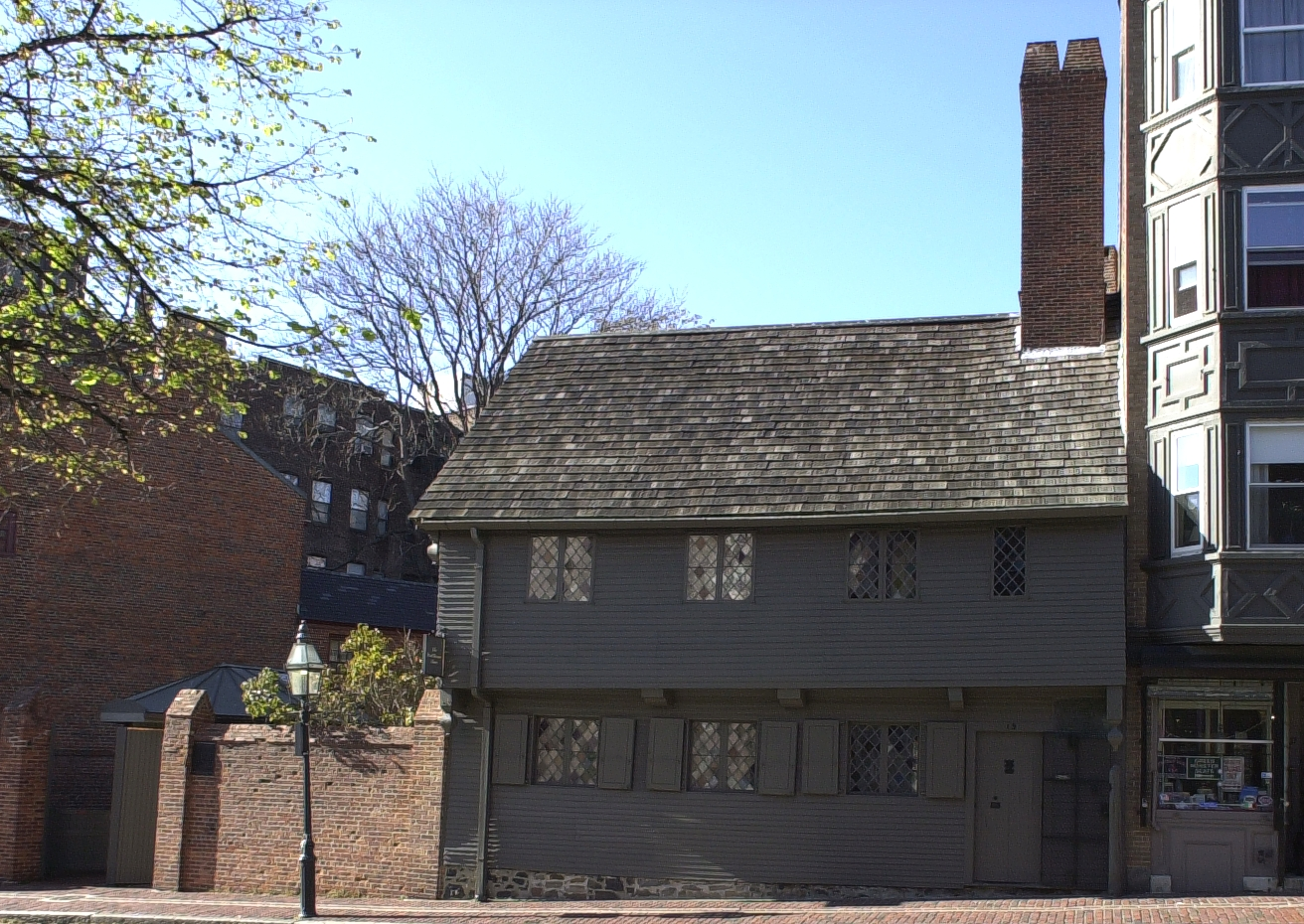
保罗·里维尔故居（英语：Paul Revere House）
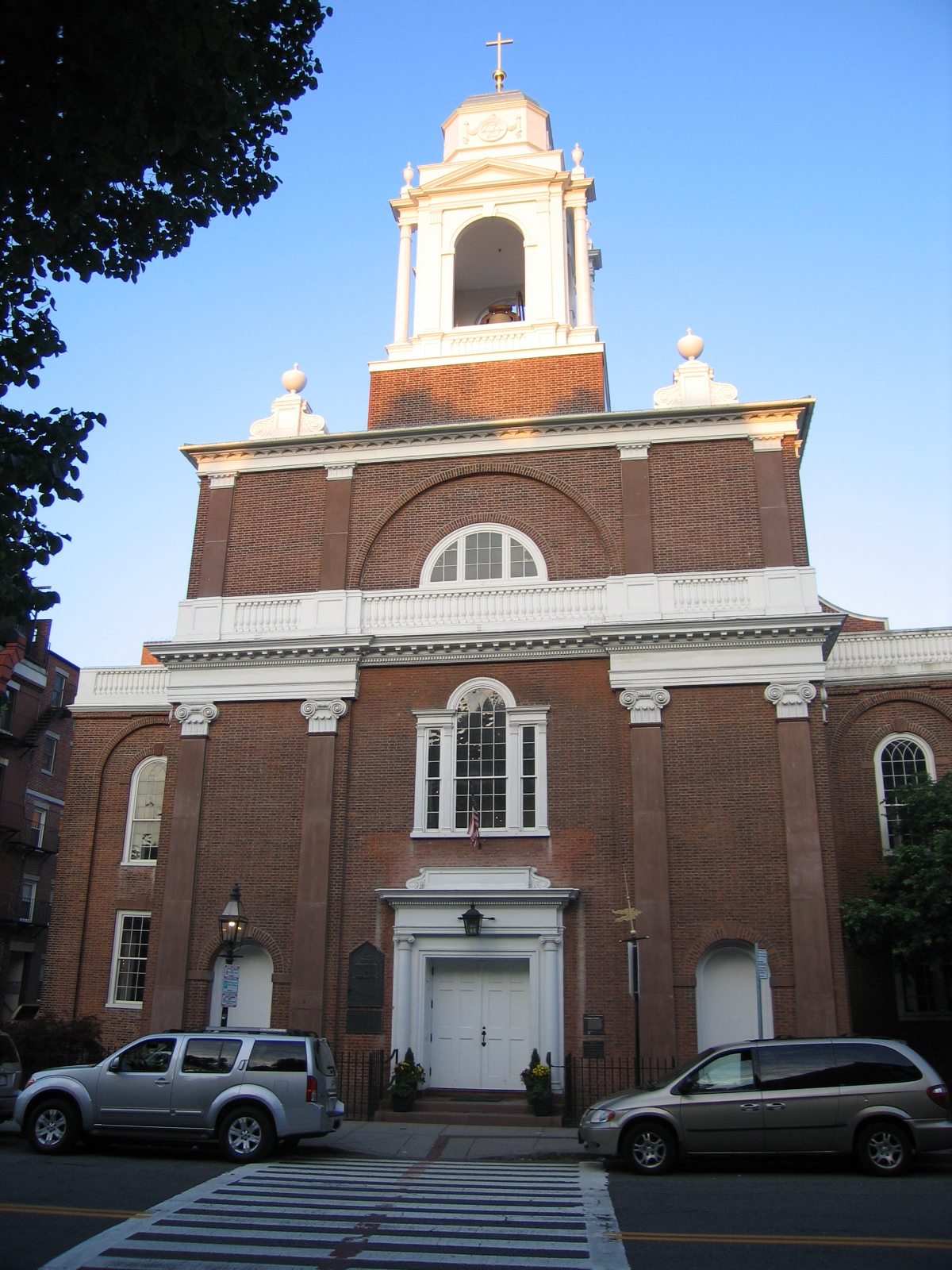
圣斯德望教堂（英语：St. Stephen's Church (Boston, Massachusetts)）
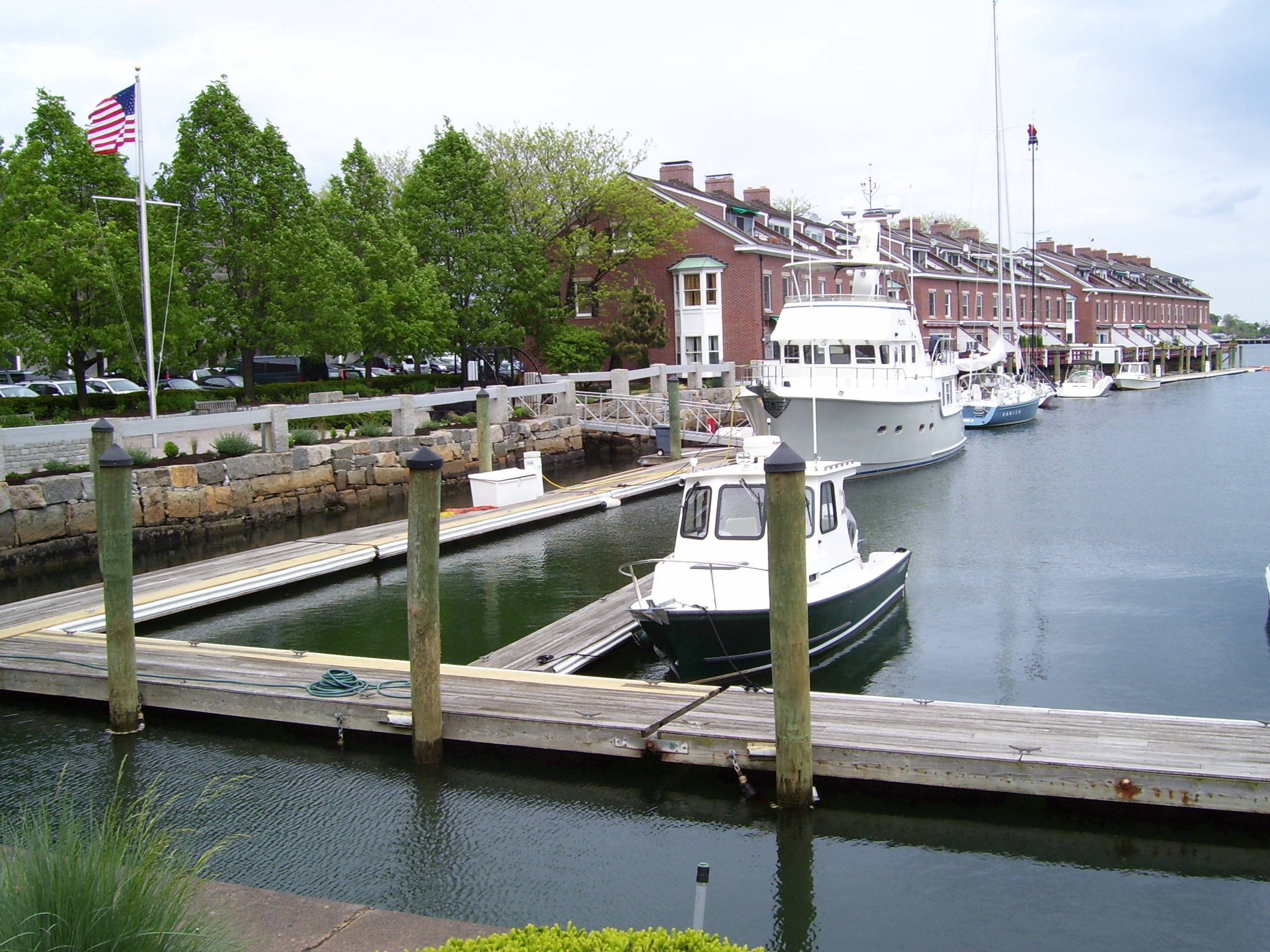
联合码头（英语：Union Wharf）
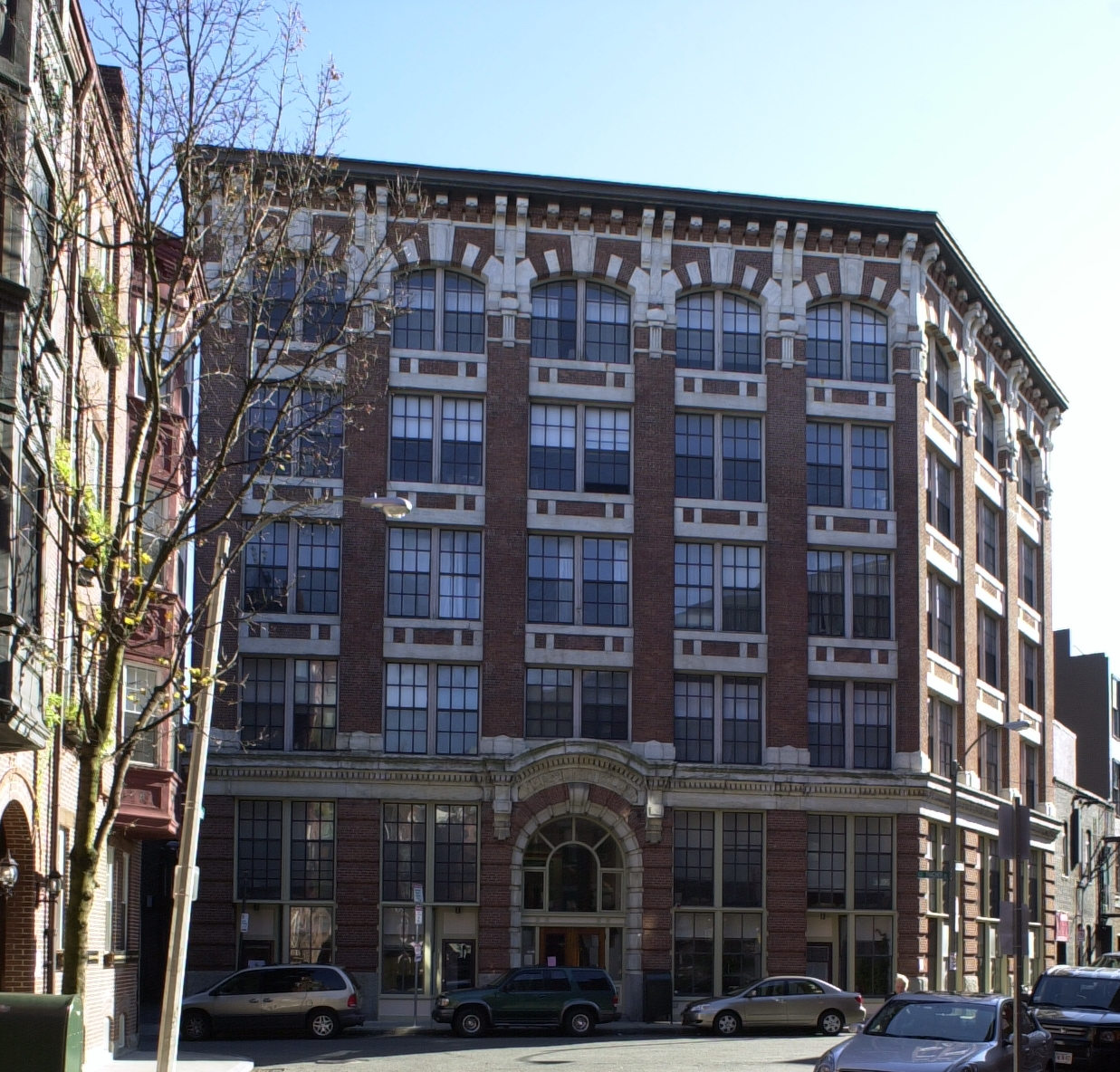
佛蒙特大楼（英语：Vermont Building）

还有其他一些值得注意的古迹：
- 克拉夫故居
- 科普山（英语：Copp's Hill）
- 保罗·里维尔骑马像
- 自由之路
- 汉诺威街
- 朗格尼公园
- 北区公园
- 北街
- 北广场
- 瘦楼

## 教育情况

### 初等与中等教育
波士顿公立学校在北区开办约翰·艾略特小学。这所学校最初建于1713年，当时称北写作学校，1790年和北拉丁文学校合并，组成了约翰·艾略特学校，是波士顿至今仍在运转的学校中历史最悠久的一座。2007年，由于艾略特学校表现太差，有关方面曾经考虑过将学校停办。此后到2011年间，学校管理层推行了一套提质计划，得到成功，到2012年时艾略特学校就拿到创新学校的评级，学校的优秀获得德瓦尔·帕特里克州长认可。
圣约翰学校是私立的罗马天主教学校，在北广场。这所学校于1873年开办，从那时开始服务街区直到今日。
在北区的学校还有北贝内特街学校，是一所贸易和工艺学校，1885年开办。

## 基础建设

### 交通运输
免费而不受限制的居民停车票意味着有四千张停车许可，却只有一千五百个路边停车位可用。
环绕北区的道路交通繁忙。商业街总共三条车道，外圈有两条车道，内圈一条，沿着北区东边的界限绕半圈。马萨诸塞湾交通局公交4路车的线路连接波士顿北站和南站时，部分走这条街。北区的西边边缘是北华盛顿街，在这片地区一带车流量是最大的。
可以走大众运输到达北区，方法包括乘坐的橙线或绿线到干草市场站和波士顿北站、乘坐蓝线到水族馆站；乘坐通勤铁路，有四条线可到波士顿北站；乘坐公交则可选4、89/93、92、93、111、117、191、192、193、325、326、352、354、424、426、426/455和428路车。
从长码头出发，有一些的渡轮将北区和赫尔、欣厄姆、查尔斯顿、塞勒姆（只限特定季节）、普罗威斯顿（只限特定季节）和洛根机场等地通过水路连接。能去波士顿港群岛、按节令的渡轮，它们也从长码头开行。波士顿水上出租车能提供按节令而又随需要的水上出租车服务，从北区五个码头出发，分别是：长码头、游艇避风塘船坞、萨金特码头、伯勒斯码头和巴特里码头。
2017年，波士顿市在商业街的东侧推出了一条双向的自行车道，车道有保护设施。蓝单车（过去称）在街区边缘设有三座共享单车站：商业街和舰队街路口一座、汉诺威街和十字街路口一座、大西洋大道和长码头之间一座。

## 知名人物
- 杰纳罗·安朱洛，帕特里亚尔卡犯罪家族成员；
- 托马斯·卡斯，美国内战时期军事人物；
- 约翰·恰尔迪，诗人兼翻译家；
- 托尼·德马可，拳击手；
- 萨尔瓦托雷·迪马西，马萨诸塞州众议院议长；
- 约翰·F·菲茨杰拉德，政治人物，约翰·F·肯尼迪的外公；
- 托马斯·哈钦森，马萨诸塞湾省总督；
- 罗丝·肯尼迪，慈善家，约翰·F·肯尼迪之母；
- 克莱门蒂娜·朗格尼，公民领袖；
- 科顿·马瑟，清教牧师；
- 因克里斯·马瑟，清教牧师，哈佛大学校长；
- 约翰·梅奥（John Mayo），清教牧师；
- 简·梅科姆（Jane Mecom），本杰明·富兰克林的幺妹；
- 查尔斯·庞兹（Charles Ponzi），庞氏骗局的创始者；
- 保罗·里维尔（Paul Revere），著名活动家与工匠；
- 乔治·A·希利阿诺（George A. Scigliano），马萨诸塞州立法者，北区较早有影响力的社区领袖；[51]
- 大卫·沃克（David Walker），作家，废奴主义人士。

## 参看
- 波士顿意大利裔美国人

## 延伸阅读
- Langone, Fred. . Boston: Post-Gazette, American Independence Edition. 1994.